# Lamellomphalus
Lamellomphalus is een geslacht van weekdieren uit de klasse van de Gastropoda (slakken).

## Soorten
- Lamellomphalus manusensis S.-Q. Zhang & S.-P. Zhang, 2017[1]